# Katherine Van Winkle Palmer

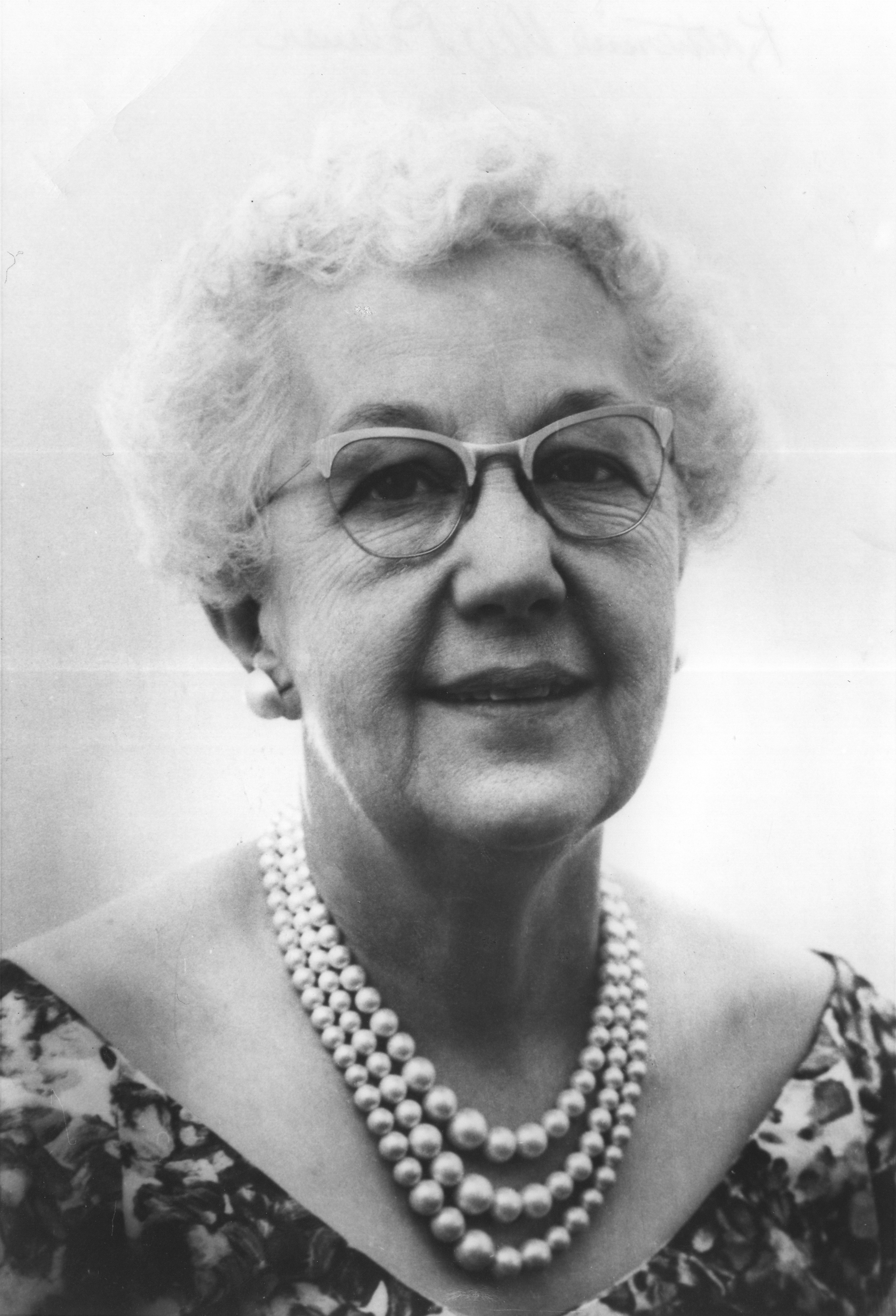
Katherine Van Winkle Palmer

Katherine Van Winkle Palmer, geborene Katherine Hilton Van Winkle, (* 1895; † 1982) war eine US-amerikanische Paläontologin, Konchologin und Geologin.
Sie studierte an der University of Washington in Seattle mit dem Bachelor-Abschluss 1918. 1918 bis 1922 war sie Assistentin für Geologie an der University of Oregon und ging dann an die Cornell, wo ihr Ehemann Professor war, wo sie 1925 promoviert wurde und wo sie bis 1946 lehrte. Dazwischen hatte sie Positionen 1928 als Kurator für Paläontologie am Oberlin College, sie war 1945/46 als technische Expertin am New York State Museum und 1950/51 am Redpath Museum der McGill University und 1951 am Provincial Museum in Quebec. Sie war 1951 bis 1978 Direktor der Paleontological Research Institution in Ithaca (New York). Auch nach ihrer Pensionierung forschte sie dort weiter.
Sie befasste sich insbesondere mit fossilen Mollusken.
Sie war mit E. Laurence Palmer (1888–1972) verheiratet, Professor an der Cornell University (Department of Rural Education).
1972 erhielt sie die Paleontological Society Medal. 1960 war sie Präsidentin der American Malacological Society und war lange Jahre Schatzmeister und 1960 Präsident der Cushman Foundation von Foraminiferen-Forschern. Sie war Fellow der American Association for the Advancement of Science, der Paleontological Society und der Geological Society of America. Palmer war Ehrendoktorin der Tulane University und Ehrenmitglied der SEPM.
Die marine Schneckengattung Kapalmerella wurde nach ihr benannt.

## Schriften
- Fauna from the Eocene of Washington, 1918
- Paleontology of the Oligocene of the Chehalis Valley, 1918
- Honne, the Spirit of the Chehalis: The Indian Interpretation of the Origin of the People and Animals, 1925, Bison Books 2012 (nach den Erzählungen des Chehalis-Indianers George Sanders)
- Paleontological Research Institution, fifty years, 1932–1982